# Barni
Barni (Barni in dialetto vallassinese, AFI: /ˈbarni/) è un comune italiano di 607 abitanti della provincia di Como in Lombardia.
Situato nel cosiddetto Triangolo Lariano, ha una superficie di 5,9 km² e una densità abitativa di 84,92 abitanti/km².

## Origini del nome
Il toponimo deriva da "bar", voce di origine celtica che significa pascolo.

## Storia
Barni è un piccolo paese di circa 600 abitanti situato nella parte a nord della Vallassina. Da Barni, in epoca romana, passava la via Mediolanum-Bellasium, strada romana che metteva in comunicazione Mediolanum (Milano) con Bellasium (Bellagio).
Il ritrovamento di frecce di selce nei pressi della chiesa romanica dei Santi Pietro e Paolo testimonia che la zona era già abitata in epoca preistorica. Inoltre un antico sepolcro venne scoperto vicino all'abitato verso il 1900. Non si sa con certezza se l'abitato originario sorgesse nella posizione attuale o nei pressi dell'antica chiesa. Con un diploma del 998 di Ottone III il territorio Barni venne donato al monastero benedettino di Sant'Ambrogio di Milano con tutto il distretto di Bellagio. Nel diploma, il toponimo risulta essere nominato Barnasci e Barnaschi.
Il paese, citato dopo il 1162 come Barnarum e Barnium, passò poi in feudo, per diploma del Barbarossa, al suo fedele sostenitore Algiso, abate del Monastero di Civate.
In età comunale, Barni e tutta la Vallassina vissero un breve periodo di autogoverno, garantito dalla pace di Costanza del 1183. Di lì a poco, le sanguinose lotte tra comuni per la supremazia sul territorio si conclusero con l'annessione al territorio ai possedimenti di Milano.
All'epoca medievale risale il castello di Tarbiga, situato verso il confine magregliese, del quale rimangono alcune testimonianze visibili. Altri toponimi indicano come nel territorio vi furono presenze di torri e castelli, come ad esempio il "sasso della guardia" e le località di Castel Farieu, Castel Rott, Castel di Leves.
Due cittadini barnesi, Beltramino e Isidoro, divennero consiglieri dell'imperatore Enrico VII nel 1300.
Nel 1450 Rufaldo, capo di milizie sforzesche, assalito sui monti dai Vallassinesi, si rifugiò nel castello di Tarbiga ma, assediato, dovette ben presto arrendersi alla forza nemica. Nel settembre del 1452 gli uomini di Barni ne presero solennemente possesso e ottennero il permesso di donarlo al nobile Cristoforo de Barni. Osservando attentamente si notano ancora alcune fortificazioni medievali che chiudevano il valico, presidiato fino al 1578.
Le testimonianze storiche ci parlano dei medici Ravizza da Barni, che nel Seicento erano considerati dei veri esperti nell'utilizzo di rimedi e nella guarnigione di malattie con l'utilizzo di erbe e piante. La stessa attività venne ripresa negli anni quaranta e cinquanta del Novecento da Don Luigi Bricchi.
Il paese fu feudo del Visconti, dei Dal Verme, degli Sforza, Tebaldi e infine degli Sfondrati. Quando l'ultimo Sfondrati non lasciò discendenza, il paese, insieme con la valle, entrò a far parte del V distretto della provincia di Milano controllata dagli austriaci.
Con l'arrivo di Napoleone fece parte prima del dipartimento d'Olona e poi del dipartimento del Lario come frazione di Lasnigo. In seguito alla caduta di Napoleone, la creazione della provincia di Como del Regno lombardo-veneto da parte degli austro-ungarici comportò la ricostituzione del comune di Barni.
La salita al potere del fascismo lo trasformò in frazione di Civenna dal 1927 al 1950, anno in cui tornò a essere comune autonomo.
Barni diventò dopo la seconda guerra mondiale uno dei punti di riferimento dell'economia vallassinese grazie allo stabilimento di acque minerali, l'acqua San Luigi, sorgente benedetta alla quale san Carlo Borromeo si dissetò in quanto l'unica non contaminata dalla peste.
Nel passato i barnesi emigravano in Valchiavenna e in Svizzera allevando ed esportando le pregiate lumache, i formaggini e le castagne del luogo.
Nel 1987 in località Conca di Crezzo avvenne la tragedia del Volo Aero Trasporti Italiani 460.

### Simboli
Lo stemma è stato creato nel 1927 ed è utilizzato dal Comune pur privo di formale decreto di concessione. L'albero nel primo quarto è il faggio di Barni, meglio conosciuto con il nome dialettale di el fò, albero monumentale abbattuto nel 1926 da una tromba d'aria. Nel secondo e nel terzo è posto il blasone della famiglia Sfondrati della Riviera, ultimi signori della Vallassina, su cui sono state aggiunte le insegne pontificie in ricordo di Niccolò Sfondrati, eletto con il nome di papa Gregorio XIV. Nell'ultimo quarto è rappresentato il castello di Barni, le cui mura diroccate si ergono sulla sommità di un colle a difesa dell'abitato.
Il gonfalone è costituito da un drappo di bianco.

## Monumenti e luoghi d'interesse

### Architetture religiose
La chiesa parrocchiale è dedicata all'Annunziata. Voluta a seguito della separazione delle parrocchie di Barni e Magreglio, fu completata nell'anno 1621.

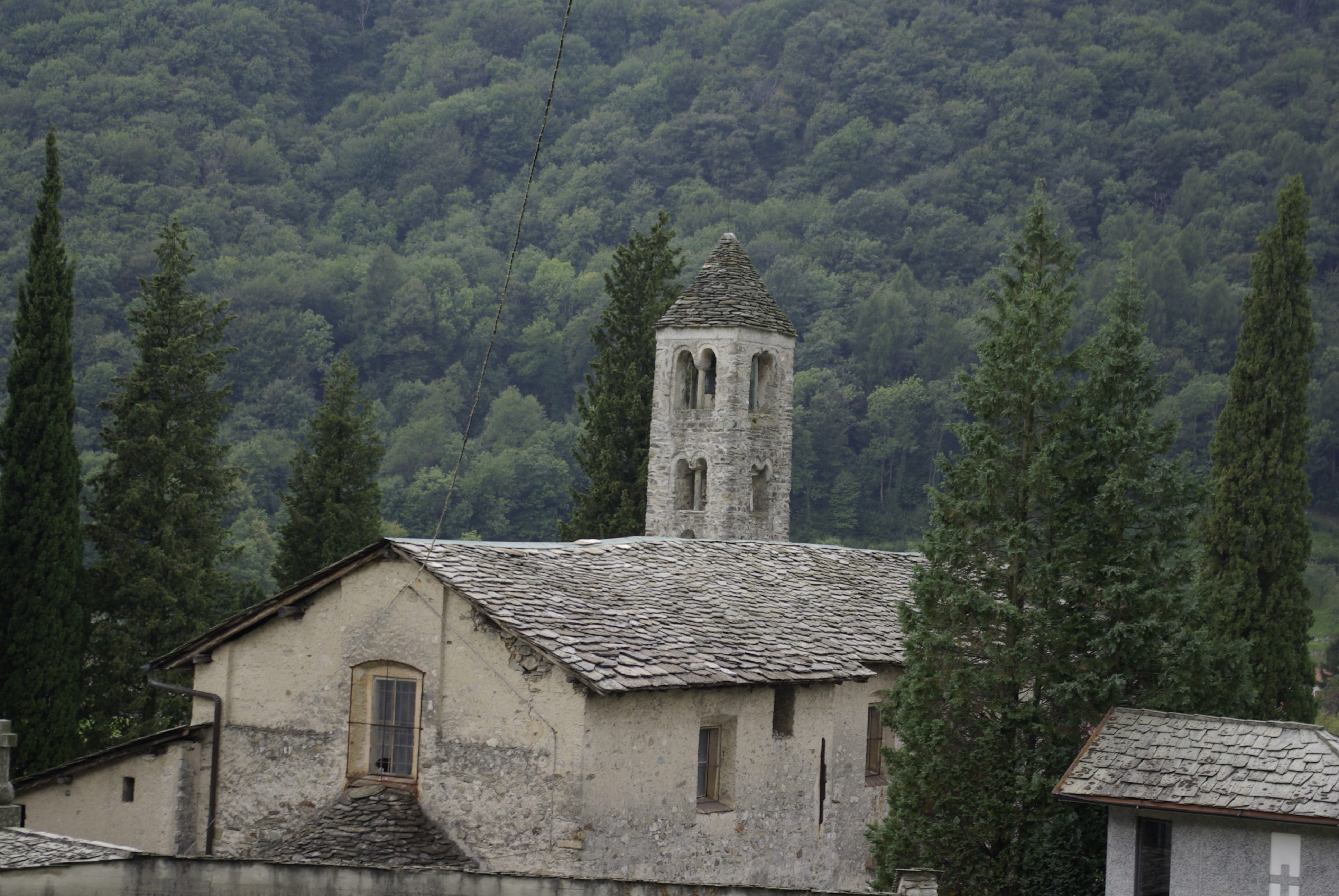
Chiesa dei Santi Pietro e Paolo

La vicina chiesa dei Santi Pietro e Paolo è di stile romanico ed è considerata una delle più antiche chiese della Vallassina. Nell'agosto dell'anno 1882 venne come sostituto parroco il sacerdote Achille Ratti, divenuto poi papa col nome di Pio XI. Nella parrocchia di Barni crebbe anche il Servo di Dio don Biagio Verri, nativo del luogo che si è adoperato per liberare dalla schiavitù le giovani africane.

### Architetture militari
Castello di Tarbiga
In posizione dominante sul Lambro e sull'abitato di Barni si trovano le rovine di un castello medievale, ben conservato nel mastio e in un'altra torre sul lato ovest delle vecchie mura, anch'esse in buono stato di conservazione.
Il castello di Tarbiga fu costruito tra i secoli X e XI come sbarramento della strada che, passando attraverso tre porte situate nella cinta muraria, conduceva al resto della Vallassina. Il presidio di controllo del valico fu attestato fino al 1578.
Nel XIV secolo il complesso fu dotato di palazzo baronale.
Il complesso fortificato, che all'occorrenza poteva fungere da ricetto, era dotato di una doppia cinta muraria: le mura superiori comprendevano gli spazi riservati al castellano e alla guarnigione, mentre quelle inferiori erano destinate ad accogliere la popolazione e il bestiame in caso di assedio del borgo.
Castel di Leves
A est dell'abitato di Barni, un'altura dominante su un precipizio sopra Onno ospita le vestigia del Castel di Leves, che anticamente costituiva una torre di avvistamento e segnalazione in linea di vista con altre fortificazioni lariane.

### Architetture civili
A Barni si trova una villa merlata del XVI secolo che, dotata di torre sormontata anch'essa da merlatura, conserva ancora parte del suo aspetto originario.
In località Carlascett nella frazione di Crezzo si trova il Monumento ai caduti dell'aviazione civile costruito successivamente al disastro aereo dell'ATR 42 accaduto il 15 ottobre 1987.
La piazzetta intitolata al pittore di origini barnesi Enrico Oldani ospita il Monumento all'Alpino soccorritore. Inaugurato domenica 27 settembre 1992 da Giuseppe Zamberletti, il monumento riporta il busto bronzeo di un alpino che, portando in mano un neonato, esce la da un blocco di granito nelle forme e nel colore della tipica penna nera che caratterizza il tipico copricapo degli alpini.

## Società

### Evoluzione demografica
Il comune di Barni nel censimento del 1991 aveva una popolazione pari a 434 abitanti. In quello del 2001 ha fatto registrare una popolazione pari a 501 abitanti, mostrando quindi nel decennio 1991 - 2001 una variazione di abitanti pari al 15,44%. Gli abitanti sono distribuiti in 192 nuclei familiari con una media per nucleo familiare di 2,61 componenti.
Gli abitanti al 31 luglio 2006 erano 573 distribuiti in 272 nuclei familiari.
L'evoluzione demografica nel corso della storia di Barni è la seguente:
- 340 nel 1751
- 301 nel 1771
- 374 nel 1799
- 385 nel 1805
- annessione a Lasnigo nel 1809
- 331 nel 1853
- 414 nel 1901
- annessione a Civenna nel 1927
- 438 nel 1951

Abitanti censiti

### Cultura
Dal 2004 Barni è stato al centro di una ricerca finanziata dalla provincia di Como dal titolo Autoritratto Linguistico di un paese e che aveva come scopo quello di far pubblicare il dizionario del dialetto di Barni. Alla ricerca ha collaborato tutto il paese seguito dai professori Gabriele Iannaccaro dell'Università degli Studi di Milano-Bicocca e Vittorio Dell'Aquila del Centre d'études linguistiques pour l'Europe, e da Giulia Caminada, Marco Fioroni, Francesca Gilardoni e numerose altre persone.
La pubblicazione è stata presentata il 2 maggio 2007 in Provincia e l'11 maggio 2007 nella sala consiliare del Comune.
Dopo mesi di lavori e di chiusura del centro storico, sono state inaugurate il giorno 8 luglio 2007 le vie del centro, nel corso di una cerimonia in presenza del sindaco, del presidente del consiglio regionale della Lombardia Ettore Albertoni, di esponenti della Provincia, della Comunità Montana e delle autorità dei paesi limitrofi.
Il 20 marzo 2009, alla presenza di autorità e cittadini, sono state consegnate le chiavi del paese all'ex presidente del Consiglio regionale della Lombardia Ettore Albertoni, emerito cittadino del paese.
Nel 2016/17 la chiesa dei Santi Pietro e Paolo si è classificata prima in provincia di Como nel censimento "I luoghi del Cuore" del FAI (ventesima in Regione Lombardia e 138ª a livello nazionale).
Il 30 settembre 2017 è stato inaugurato il percorso fotografico a cielo aperto "Un paese in posa", un viaggio a ritroso nella storia che fa riscoprire le tradizioni del piccolo borgo della Vallassina attraverso gli oggetti della tradizione contadina esposti in 40 gigantografie in bianco e nero posizionate negli angoli più caratteristici del paese. Il progetto, promosso da Culturabarni su idea di Giulia Caminada è stato finanziato dalla Regione Lombardia e sostenuto dal Comune e dalle altre associazioni del paese.

## Economia
Oggi le attività agricole, pastorali, l'apicoltura e la lavorazione del ferro sono state quasi completamente sostituite dall'edilizia e dalle attività turistico-commerciali. Ma Barni non ha perso il suo fascino di borgo tranquillo, immerso nel verde e legato alle tradizioni. Negli ultimi anni le attività legate all'agricoltura e all'allevamento stanno ritornando in particolare aziende di allevamento capre e produzione formaggi nonché agriturismi.

## Tradizioni e folclore

### L'incanto di Sant'Antonio
A Barni, paese della provincia di Como, è usanza festeggiare il santo con un incanto. I fedeli, nei giorni che precedono il 17 gennaio si recano nella chiesa principale del paese dove vi è una cappella laterale dedicata a sant'Antonio. Qui, vengono appoggiati i doni per il Santo (generalmente generi alimentari locali come salami, verdura, frutta, formaggi, ma anche prodotti artigianali ed animali vivi come galline, conigli, etc.). Il 17 gennaio poi, dopo la Santa messa della mattina i beni regalati vengono venduti all'asta sul sagrato della chiesa ed il ricavato è devoluto alla Parrocchia. Tradizione ancora più antica associava all'incanto il "falò di sant'Antonio". Dal 2016, il tradizionale incanto è stato affiancato alla benedizione del sale per gli animali e dei mezzi agricoli.

### Bibliografiche
1. 1 2   Bilancio demografico mensile anno 2024 (dati provvisori), su demo.istat.it, ISTAT.
2. ↑   Classificazione sismica (XLS), su rischi.protezionecivile.gov.it.
3. ↑   Tabella dei gradi/giorno dei Comuni italiani raggruppati per Regione e Provincia (PDF), in Legge 26 agosto 1993, n. 412, allegato A, Agenzia nazionale per le nuove tecnologie, l'energia e lo sviluppo economico sostenibile, 1º marzo 2011,  p. 151. URL consultato il 25 aprile 2012 (archiviato dall'url originale il 1º gennaio 2017).
4. ↑   AA. VV., Dizionario di toponomastica. Storia e significato dei nomi geografici italiani., Milano, Garzanti, 1996,  p. 64, ISBN 88-11-30500-4.
5. 1 2 3 4 5  Borghese, p. 86.
6. 1 2 3 4 5   Andrea Negrini, Comune di Barni - P.G.T. Piano di governo del territorio ai sensi della Legge Regionale 12/05 – art. 10/bis, Maggio 2015.
7. ↑   Barni | Barni, su vallassina.com, 28 agosto 2014. URL consultato il 6 luglio 2022.
8. ↑   Comune di Barni, 1816 - 1859 – Istituzioni storiche – Lombardia Beni Culturali, su lombardiabeniculturali.it. URL consultato il 27 aprile 2020.
9. ↑   Incidente dell'Atr 42, il ricordo a Barni e Conca di Crezzo, su EspansioneTv, 9 ottobre 2022. URL consultato il 9 ottobre 2022.
10. ↑   Paolo Ceruti, Barni: la fine del re faggio, su vallassina.com. URL consultato il 22 ottobre 2022.
11. ↑   Chiesa dell'Annunciazione - complesso, Via A. Volta - Barni (CO) – Architetture – Lombardia Beni Culturali, su lombardiabeniculturali.it. URL consultato il 16 marzo 2020.
12. ↑   SIUSA - Parrocchia dei SS. apostoli Pietro e Paolo in Barni [collegamento interrotto], su siusa.archivi.beniculturali.it. URL consultato il 16 marzo 2020.
13. ↑   Chiesa di S. Pietro - complesso, Via Rimembranze - Barni (CO) – Architetture – Lombardia Beni Culturali, su lombardiabeniculturali.it. URL consultato il 16 marzo 2020.
14. 1 2 3 4   Comune di Barni, su comune.barni.co.it. URL consultato il 17 aprile 2020.
15. 1 2 3   Tutte le fortificazioni della provincia di Como in sintesi, Castelli della Lombardia, su mondimedievali.net. URL consultato il 17 aprile 2020.
16. ↑   El paes de scuprì - www.triangololariano.it, su triangololariano.it. URL consultato il 17 aprile 2020.
17. 1 2   Comune di Barni, su comune.barni.co.it. URL consultato il 17 aprile 2020.
18. ↑  Statistiche I.Stat ISTAT URL consultato in data 28 dicembre 2012.
Nota bene: il dato del 2021 si riferisce al dato del censimento permanente al 31 dicembre di quell'anno. Fonte:  Popolazione residente per territorio - serie storica, su esploradati.censimentopopolazione.istat.it.